# Juan Arsenal
Juan Isidro Arsenal Moreno, más conocido como Juan Arsenal (Hellín, Albacete, 15 de mayo de 1976), es un entrenador de fútbol español .

## Carrera deportiva
Como jugador de fútbol perteneció a las categorías inferiores del Albacete Balompié y, posteriormente, jugó en varios equipos de Tercera División. Colgó las botas después de defender el escudo del Atlético Mancha Real.
A los 24 años obtuvo el máximo título de entrenador nacional, convirtiéndose en una de las personas más jóvenes en conseguirlo en España.
Juan comenzó andadura como entrenador en la cantera del Marbella Fútbol Club y luego dirigiría a varios equipos de la Tercera División como CD Valdepeñas, Hellín Deportivo y CP Villarrobledo. También dirigió al CD Ronda en la Primera Andaluza.
Desde 2011 a 2014 fue entrenador del Martos CD de Tercera División de España y lo clasificó para las eliminatorias de ascenso a Segunda División B.
El 12 de junio de 2014, se convierte en entrenador del Lucena CF de la Segunda División B. En diciembre de 2014, sería cesado debido a los malos resultados del equipo cordobés.
En la temporada 2015-16, firmó por el Atlético Mancha Real, con el que fue campeón del grupo IX de Tercera División y ascendió a Segunda División B. En la temporada 2016-17 dirige al club en la Segunda División B, hasta el mes de marzo de 2017 cuando sería destituido como técnico del Atlético Mancha Real.
En la temporada 2017-18, coge las riendas del Puente Genil Fútbol Club del Grupo X de Tercera División, al que dirigiría hasta la primera vuelta de la competición, tras recibir una oferta de la Segunda División B.
El 23 de enero de 2018, firma como entrenador de la Sociedad Deportiva Formentera de la Segunda División B, para sustituir a Tito García Sanjuán. Al término de la temporada no pudo evitar el descenso a Tercera División pese a los buenos resultados obtenidos y rechazó la oferta de renovación del conjunto balear para la siguiente temporada.
En la temporada 2018-19, regresa a Jaén para dirigir al Linares Deportivo de la Tercera División de España. En su primera temporada fue subcampeón de Liga por detrás del Real Jaén CF y se quedó a un minuto de subir al perder con CF La Nucía en la eliminatoria de la eliminatoria de ascenso a Segunda División B.
En la temporada 2019-20, su segunda en Linares, batió récord de puntos hasta que llegó la pandemia, que no impidió que fuera campeón del grupo IX y ascendiera a Segunda División B.
El 8 de febrero de 2021, firma como entrenador del Real Jaén CF de la Tercera División de España. Los malos resultados hacen que el Real Jaén lo destituya el 22 de febrero de 2022.
El 30 de mayo de 2022, firma como entrenador del Atlético Porcuna de la Tercera División de España.
El 28 de noviembre de 2023, firma como entrenador del Club de Fútbol Lorca Deportiva de la Tercera División de España.
El 24 de marzo de 2024, es destituido como entrenador del Club de Fútbol Lorca Deportiva.

## Trayectoria como entrenador
| Club                           | País   | Año       |
| ------------------------------ | ------ | --------- |
| CD Valdepeñas                  | España | 2002-2003 |
| CD Ronda                       | España | 2005-2006 |
| Hellín Deportivo               | España | 2009-2010 |
| CP Villarrobledo               | España | 2010-2011 |
| Martos CD                      | España | 2011-2014 |
| Lucena CF                      | España | 2014      |
| Atlético Mancha Real           | España | 2015-2017 |
| Puente Genil Fútbol Club       | España | 2017-2018 |
| SD Formentera                  | España | 2018      |
| Linares Deportivo              | España | 2018-2020 |
| Real Jaén CF                   | España | 2021-2022 |
| Atlético Porcuna               | España | 2022      |
| Club de Fútbol Lorca Deportiva | España | 2023-2024 |